# Helena Hołówko
Helena Hołówko, Helena Derewojed-Hołówkowa (ur. 2 lutego 1889 w Płoskirowie, zm. 4 lipca 1983 w Warszawie) – lekarz pediatra, jedna z pierwszych w Polsce kobiet lekarzy specjalistów.

## Życiorys

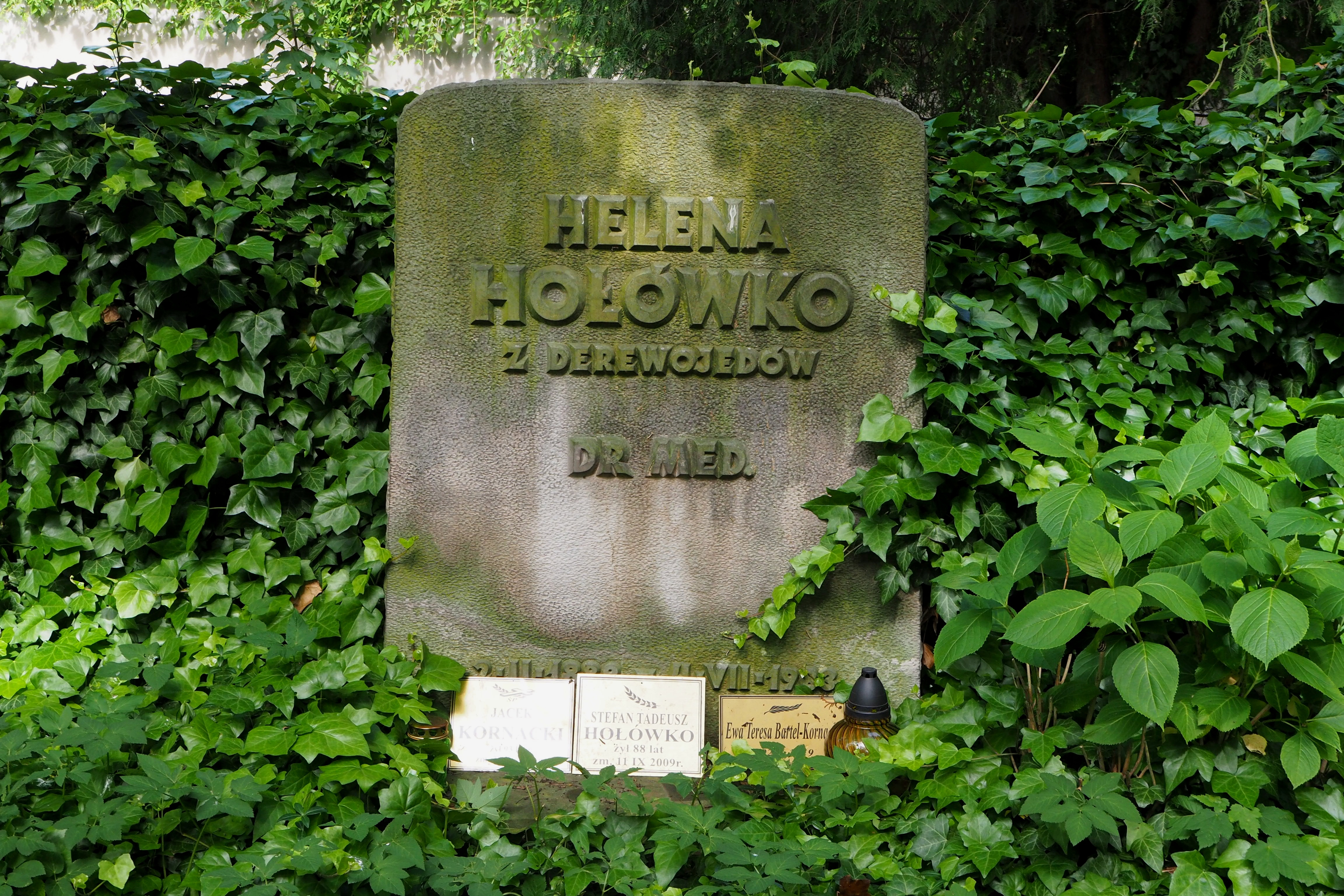
Grób Heleny Hołówko i jej syna architekta Stefana Hołówko na Cmentarzu ewangelicko-reformowanym w Warszawie

Urodziła się 2 lutego 1889 w Płoskirowie (obecnie Chmielnicki) na Podolu, w rodzinie Ludwika Derewojeda i Michaliny z Kluczewskich. Ukończyła szkołę średnią w Winnicy. W latach 1909–1914 studiowała w Instytucie Medycznym w Petersburgu. Tytuł doktora otrzymała w 1924 na Uniwersytecie Warszawskim. Podczas studiów w Petersburgu należała do Związku Młodzieży Postępowo-Niepodległościowej. W latach 1914–1919 działała w POW, w 1920 w Sekcji Propagandy i Opieki nad Żołnierzami Naczelnego Dowództwa Wojska Polskiego.
W Polsce międzywojennej i po 1945 r., pracowała jako lekarz społecznej służby zdrowia (Robotnicze Towarzystwo Przyjaciół Dzieci, Polski Komitet Pomocy Dzieciom). Była także wiceprzewodniczącą Zrzeszenia Lekarzy Ubezpieczycieli Społecznych w Warszawie, członkiem zarządu głównego Związku Peowiaków.
Od 28 lipca 1914 była pierwszą żoną Tadeusza Hołówki, z którym miała córkę Helenę po mężu Okulicz (1917–1945) i syna Stefana Tadeusza.
Pochowana na cmentarzu ewangelicko-reformowanym (sektor 1-9-3).

## Ordery i odznaczenia
- Krzyż Niepodległości (8 listopada 1937)[5]
- Złoty Krzyż Zasługi[1]